# Rico Yamaguchi
Rico Yamaguchi (やまぐち りこ, Yamaguchi Riko) (officiellement transcrit "Rico" et non "Riko") est le nom de scène d'une actrice japonaise en films pornographiques, AV Idol et mannequin de charme se présentant comme née le 12 décembre 1990 à Ōita, Japon.

## Carrière
Dès ses débuts en juillet 2010, les médias japonais la reconnaissent comme étant Rina Nakanishi, connue depuis 2005 comme chanteuse et idole japonaise des groupes de J-pop AKB48 et Chocolove from AKB48, qui avait quitté ces groupes fin 2008 pour des raisons de santé avant d'annoncer sur son blog en juin 2010 sa retraite du milieu artistique ; elle se serait en fait reconvertie dès le mois suivant dans l'industrie pornographique sous la nouvelle identité de "Rico Yamaguchi", modifiant, son nom, sa date de naissance et les détails de sa biographie pour des raisons contractuelles liées à ses anciennes activités. Aucune confirmation officielle ne sera jamais apportée.
Elle commence une nouvelle carrière dans l'industrie du film pornographique dès le mois de juillet 2010, paraissant nue dans le magazine Friday, puis sort le même mois un premier album de photos de charme (ou photobook) intitulé Departure et sort la vidéo Rico Yamaguchi AV Debut des studios Alice Japan. À partir du mois d'août, elle est la vedette de vidéos pornographiques sortant à un rythme mensuel, d'abord sous le label Alice Japan jusqu'à la fin de l'année 2010, puis sous celui de Soft On Demand à partir de 2011. Bien qu'ayant commencé sa carrière en 2010, l'important vendeur de DVD pornographiques DMM, élément du conglomérat Hokuto Corporation, n'hésite pas à la propulser au 1er rang des ventes pour l'année 2010 puis au 5e rang pour les 6 premiers mois de 2011.
La sœur cadette de Rina fait ses débuts dans l'industrie du film pornographique en mars 2011 sous le nom de "Riku Yamaguchi" (やまぐちりく, Yamaguchi Riku),, avec le film intitulé「私のお姉ちゃんは、やまぐちりこです･･･」 あの国民的アイドルの妹 やまぐちりく AV Debut (Début dans la vidéo pornographique de la véritable jeune sœur de notre l'icône nationale Rico). Les deux sœurs paraissent ensemble au générique du film 最初で最後の姉妹共演 やまぐちりこ やまぐちりく(The Rico Yamaguchi and Sister Riku Yamaguchi First and Last Collaboration), paru en décembre 2011. Toutes deux ouvrent un site officiel commun qu'elles baptisent Rico X Riku.L e retrait à toutes les deux de l'industrie est annoncé au mois de février 2012. Leur dernier film conjoint consiste en une compilation de 5 DVD composés de 12 vidéos de Rico et 11 de Riku avec quelques nouveautés.

## Filmographie partielle
Les titres en anglais sont ceux figurant sur la pochette du DVD
| Titre de la vidéo | Producteur          | Réalisateur     | Parution   | Notes                                                  |
| --- | ------------------- | --------------- | ---------- | ------------------------------------------------------ |
| Rico Yamaguchi AV Debut やまぐちりこ AV DEBUT                                                                            | Alice Japan DW-1184 | Shin            | 27-08-2010 | Debut dans la vidéo pornographique                     |
| Sensitive Body Be Tied - Rico Yamaguchi 敏感なカラダ。ピクピクしちゃった やまぐちりこ                                    | Alice Japan DW-1194 | Shin            | 24-09-2010 |                                                        |
| 4 Styles of Rich Sex - Rico Yamaguchi 本能を呼び覚ます濃厚なる4つのSEX やまぐちりこ                                      | Alice Japan DW-1204 | Shin            | 22-10-2010 |                                                        |
| Sex within 2.5 Seconds - Rico Yamaguchi 出会って2.5秒で合体 やまぐちりこ                                                 | Alice Japan DW-1213 | Kiba            | 26-11-2010 |                                                        |
| Endless Cleaning Fellatio - Rico Yamaguchi 終わらないお掃除フェラ やまぐちりこ                                           | Alice Japan DW-1222 | Kiba            | 24-12-2010 |                                                        |
| SOD Debut!! Ultra Thin Digital Mosaic Debut! 国民的アイドルやまぐちりこSOD降臨！！ 超極小デジタルモザイク Debut！！      | SOD STAR-255        | Minami Haou     | 08-01-2011 |                                                        |
| School Costume Play / Gakuen Cosplay 学園コスプレ やまぐちりこ                                                           | SOD STAR-256        | Nobody          | 05-02-2011 |                                                        |
| My Wife is a National Idol - Rico Yamaguchi 僕の奥さんは国民的アイドル やまぐちりこ                                      | SOD STAR-261        | ミチナガヒロ    | 05-03-2011 |                                                        |
| Rico Yamaguchi - Pervert Play Sex やまぐちりこ 国民的アイドルは変態プレイがお好き!?                                      | SOD STAR-268        | ミチナガヒロ    | 07-04-2011 |                                                        |
| Rico Yamaguchi - Perfect Camera Eye やまぐちりこ エッチ中も、フェラ中も、何をされても絶対にカメラ目線!!                  | SOD STAR-281        | Kingdom         | 07-05-2011 |                                                        |
| Rico Yamaguchi - National Idol, The Awake of Sexual Desire やまぐちりこ 国民的アイドル、性欲、覚醒                       | SOD STAR-288        | Minami Haou     | 04-06-2011 |                                                        |
| Love Love Living Together Diary 国民的アイドルやまぐちりこ ラブラブ同棲日記                                              | SOD STAR-296        | ふぁっと☆ぼーい | 07-07-2011 |                                                        |
| The Rico Yamaguchi and Sister Riku Yamaguchi First and Last Collaboration 最初で最後の姉妹共演 やまぐちりこ やまぐちりく | SOD STAR-323        | ふぁっと☆ぼーい | 08-12-2011 | Covedette avec Riku Yamaguchi, présentée comme sa sœur |

## Albums-photos
- 10 juillet 2010 : Departure
- 17 décembre 2010 : Recall (りこぉる?)
- 9 novembre 2011 : Rico-Riku